# ジャフェット・タンガンガ
ジャフェット・マンザンビ・タンガンガ（Japhet Manzambi Tanganga, 1999年3月31日 - ）は、イングランド・ロンドン・ハックニー区出身のプロサッカー選手。EFLチャンピオンシップ・ミルウォール所属。ポジションはDF。

## 来歴
10歳の時にトッテナム・ホットスパーのユースアカデミーに入団。
2019年7月にプロ契約を結びトップチームに昇格した。9月24日のEFLカップのコルチェスター・ユナイテッド戦でトップチームデビューした。2020年1月11日、首位を独走するリヴァプールとの対戦で先発メンバーに抜擢され、プレミアリーグ初出場。チームは0-1で敗戦したが、対峙した昨季得点王サディオ・マネを最後まで苦しめ続ける好パフォーマンスでデビューを飾った。14日のFAカップのミドルズブラ戦でも先発で起用され、2-1の勝利に貢献。一躍トップチームのDF陣を脅かす競争相手となった。6月、新型コロナウイルスによるリーグ戦中断が解除される直前、背中の疲労骨折で戦線を離脱し、クラブはシーズン中の復帰は絶望と発表した。
2020年7月27日、トッテナム・ホットスパーと2025年までの新契約を締結したことがクラブ公式HP上で発表された。
2023年9月1日、アウクスブルクにレンタル移籍した。特定の条件を満たした場合、買取義務が生じる条項が盛り込まれている。
2024年1月18日、ミルウォールにレンタル移籍した。

## 代表経歴
プロデビュー前の2017年から、各ユース世代のイングランド代表に随時招集されている。

## 人物
- 両親はコンゴ民主共和国の出身である。

## 個人成績
| クラブ                   | シーズン | リーグ         | リーグ戦 | リーグ戦 | カップ戦 | カップ戦 | リーグ杯 | リーグ杯 | 国際大会 | 国際大会 | その他 | その他 | 合計 | 合計 |
| クラブ                   | シーズン | リーグ         | 出場     | 得点     | 出場     | 得点     | 出場     | 得点     | 出場     | 得点     | 出場   | 得点   | 出場 | 得点 |
| ------------------------ | -------- | -------------- | -------- | -------- | -------- | -------- | -------- | -------- | -------- | -------- | ------ | ------ | ---- | ---- |
| トッテナム・ホットスパー | 2019-20  | プレミアリーグ | 6        | 0        | 3        | 0        | 1        | 0        | 1        | 0        | 0      | 0      | 11   | 0    |
| トッテナム・ホットスパー | 2020-21  | プレミアリーグ | 6        | 0        | 2        | 0        | 2        | 0        | 3        | 0        | 0      | 0      | 13   | 0    |
| トッテナム・ホットスパー | 通算     | 通算           | 12       | 0        | 5        | 0        | 3        | 0        | 4        | 0        | 0      | 0      | 24   | 0    |
| 総通算                   | 総通算   | 総通算         | 12       | 0        | 5        | 0        | 3        | 0        | 4        | 0        | 0      | 0      | 24   | 0    |

## タイトル

### 代表
イングランド U-20
- トゥーロン国際大会: 2017